# Peter O'Toole
Peter Seamus O'Toole (Connemara, County Galway, 2 augustus 1932 – Londen, 14 december 2013) was een Iers acteur. Hij werd in zowel 1963 (voor Lawrence of Arabia), 1965 (voor Becket), 1969 (voor The Lion in Winter), 1970 (voor Goodbye, Mr. Chips), 1973 (voor The Ruling Class), 1981 (voor The Stunt Man), 1983 (voor My Favorite Year) als 2007 (voor Venus) genomineerd voor de Oscar voor Beste Acteur, maar won het beeldje nooit. Hij kreeg 33 andere filmprijzen daadwerkelijk toegekend, waaronder vier Golden Globes, een BAFTA Award, een Primetime Emmy Award en twee National Board of Review Awards. In 2003 ontving hij een ere-Oscar.

## Biografie
O'Toole werd geboren in Ierland, maar groeide op in Leeds, Engeland. Hij ging op jonge leeftijd van school en werkte als journalist voor de krant Yorkshire Evening News. Na zijn legertijd kreeg hij een beurs voor de Royal Academy of Dramatic Art, waar hij samen met Albert Finney en Richard Harris studeerde.
O'Toole maakte naam als acteur in verschillende stukken van Shakespeare in de Bristol Old Vic. Zijn televisiedebuut was in 1956, waarop hij doorbrak toen hij Lawrence speelde in David Leans Lawrence of Arabia (1962). Daarmee verdiende hij de eerste van zijn acht nominaties voor een Oscar. In 2003 ontving O'Toole een ere-Oscar, die hij in eerste instantie weigerde. Hij schreef de Academy een brief waarin hij uitlegde dat hij nog niet uitgespeeld was en dat hij meer tijd nodig had om er echt een te winnen.
Niet alles wat O'Toole deed werd een succes. Zo werd hij zowel in 1985 (voor zijn bijrol in Supergirl) als 1987 (voor die in Club Paradise) genomineerd voor de Razzie Award voor slechtste bijrolspeler. Zijn drankgebruik kostte hem aan het einde van de jaren 70 bijna het leven.
In juli 2012 maakte O'Toole bekend dat hij met pensioen ging. De laatste film waar hij een rol in had, was de historische film Katherine of Alexandria (2014). Hij overleed voordat deze verscheen, op 81-jarige leeftijd, na een lang ziekbed. O'Toole liet een cv achter met daarop 64 filmrollen, 78 inclusief die in televisiefilms.

## Geselecteerde filmografie
- Katherine of Alexandria  (2014)
- Eldorado (2012)
- Dean Spanley (2008)
- Thomas Kinkade's Home for Christmas (2008)
- Stardust (2007)
- Ratatouille (2007, stem)
- Venus (2006)
- One Night with the King (2006)
- Lassie (2005)
- Troy (2004)
- Hitler: The Rise of Evil (2003)
- Imperium: Augustus (2003)
- The Final Curtain (2002)
- Global Heresy (2002)
- Joan of Arc (1999) (televisiefilm)
- Molokai: The Story of Father Damien (1999)
- Phantoms (1998)
- FairyTale: A True Story (1997)
- The Seventh Coin (1992)
- King Ralph (1991)
- Wings of Fame (1990)
- In una notte di chiaro di luna (1989)
- High Spirits (1988)
- The Last Emperor (1987)
- Supergirl (1984)
- My Favorite Year (1982)
- The Stunt Man (1980)
- Caligula (1979)
- Zulu Dawn (1979)
- Power Play (1978)
- Rosebud (1975)
- Under Milk Wood (1973)
- Man of La Mancha (1972)
- The Ruling Class (1972)
- Murphy's War (1971)
- Brotherly Love (1969)
- Goodbye, Mr. Chips (1969)
- The Lion in Winter (1968)
- Great Catherine (1968)
- Night of the Generals (1967)
- The Bible: In the Beginning (1967)
- How to Steal a Million (1966)
- What's New, Pussycat? (1965)
- Lord Jim (1965)
- Becket (1964)
- Lawrence of Arabia (1962)
- Kidnapped (1960, filmdebuut)

## Televisieseries
*Exclusief eenmalige gastrollen
- Iron Road – Relic (2009. twee afleveringen)
- The Tudors – Paus Paulus III (2008, zeven afleveringen)
- Casanova – Oude Casanova (2005, drie afleveringen – miniserie)
- Heaven & Hell: North & South, Book III – Sam Trump (1994, drie afleveringen – miniserie)
- Civvies – Barry Newman (1992, drie afleveringen)
- The Dark Angel – Oom Silas Ruthyn (1989, twee afleveringen – miniserie)
- Masada- Generaal Cornelius Flavius Silva (1981, vier afleveringen – miniserie)
- Strumpet City – Jim Larkin (1980, vier afleveringen)

## Toneelstukken
- Jeffrey Bernard is Unwell (1989)